# Gertrude Käsebierová

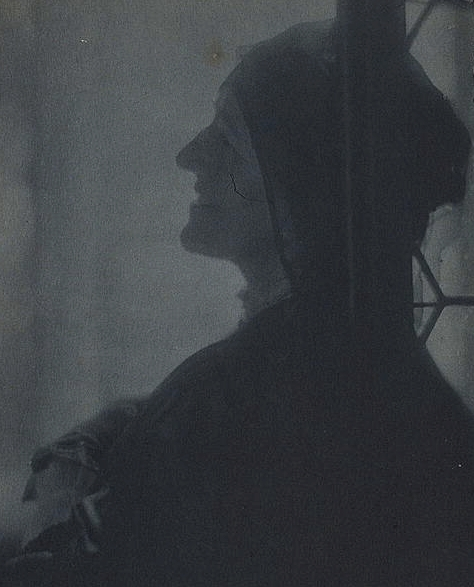
Adolf de Meyer: Gertrude Käsebierová, 1905

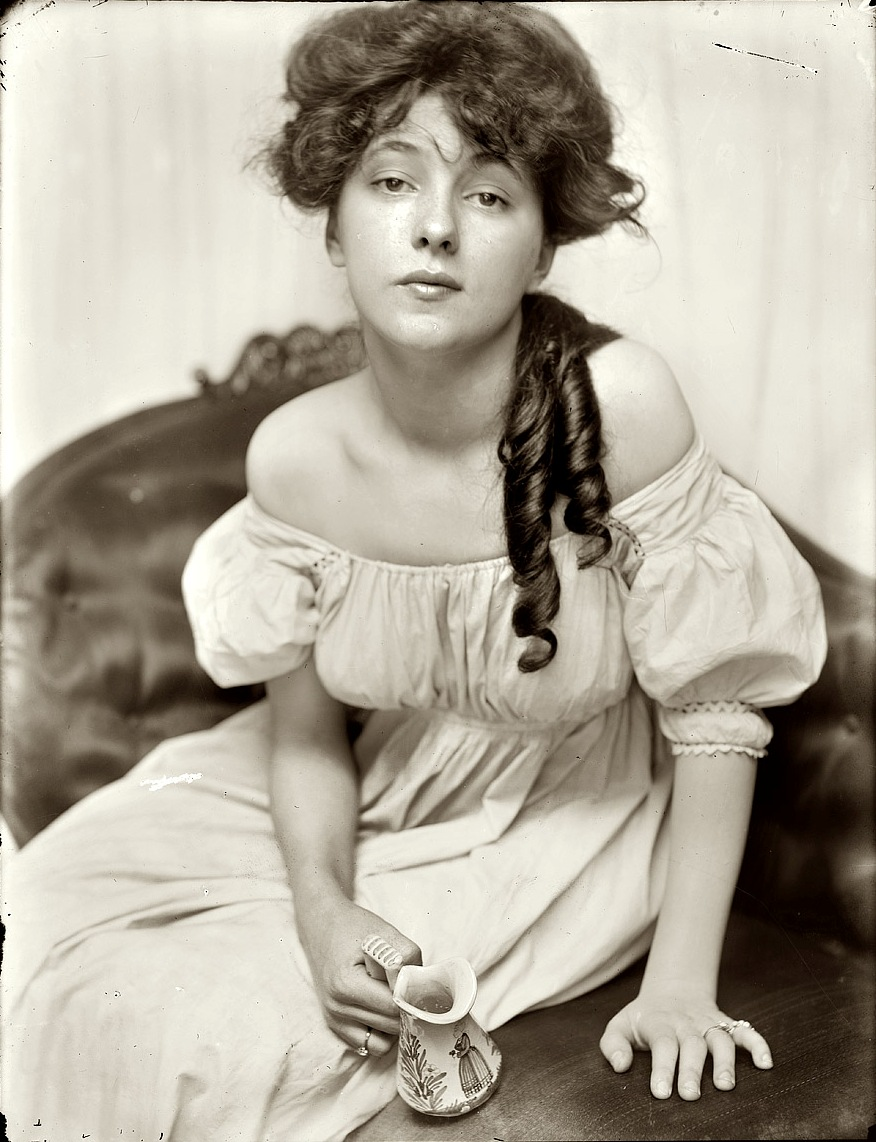
Gertrude Käsebierová: Portrét Evelyny Nesbitové, 1903

Gertrude Käsebierová (nepřechýleně Käsebier; 18. května 1852 Des Moines, Iowa – 13. října 1934, New York) byla americká fotografka. Fotografovala zejména portréty a alegorie ve stylu piktorialismu.

## Život a dílo
V osmdesátých letech 19. století začala Käsebierová studovat umění a fotografii na Pratt School of Art and Design. Tam se setkala s kolegyní studentkou Alicí Boughtonovou, se kterou později studovala v Paříži. Käsebierová ji rovněž zaměstnávala jako asistentku ve svém ateliéru, pravděpodobně ve stejné době kdy Boughtonová studovala na Pratt School.
Profesionálně se věnovala fotografování od roku 1894, v roce 1897 otevřela v New Yorku portrétní studio. Byla zvolena první ženskou členkou fotografického spolku The Linked Ring Brotherhood. Roku 1902 se stala zakládající členkou sdružení Fotosecese.
Alfred Stieglitz ji v roce 1902 zařadil ve svém článku v časopise Century Magazine, spolu s Rose Clarkovou, Evou Watson-Schützeovou nebo Mary Devensovou, mezi deset nejvýznamnějších amerických piktorialistických fotografek tehdejší doby.
Od Käsebierové se zřejmě naučila fotografické umění Rose Clarková, která později v životě řekla, že Käsebierové vděčí „za své úspěchy s fotoaparátem“. Käsebierová byla také mentorkou americké fotografky Laury Gilpinové, se kterou se rozvinulo jejich celoživotní přátelství.

## Galerie

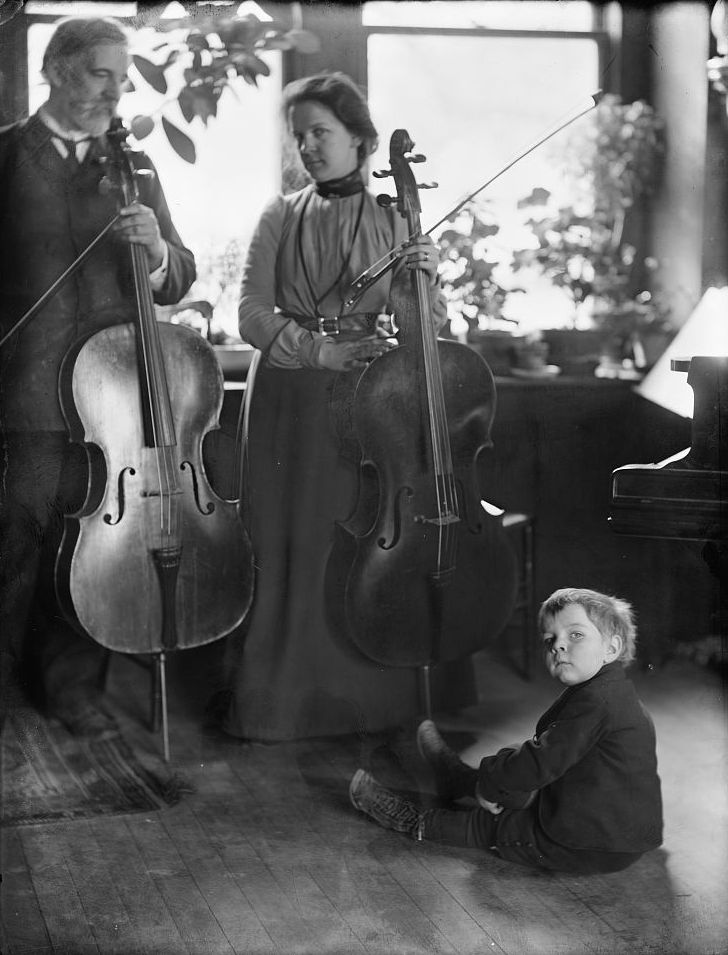
Harmonie, studie rodiny Brundigeeových
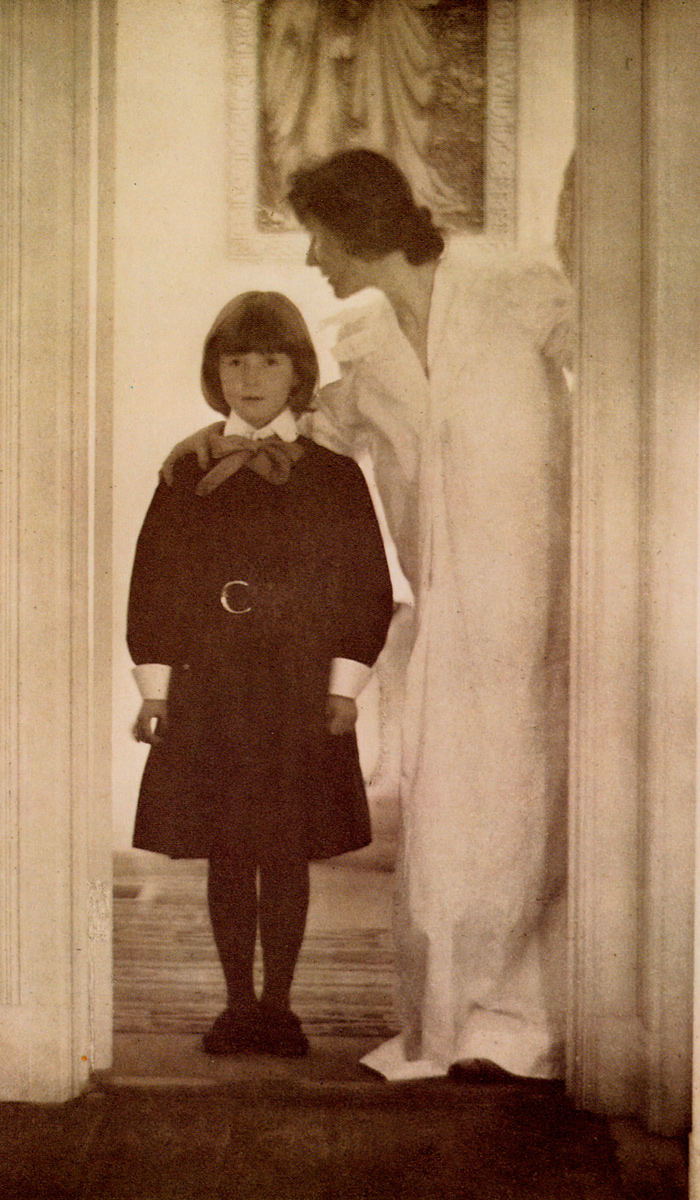
Požehnaný vztah mezi ženami
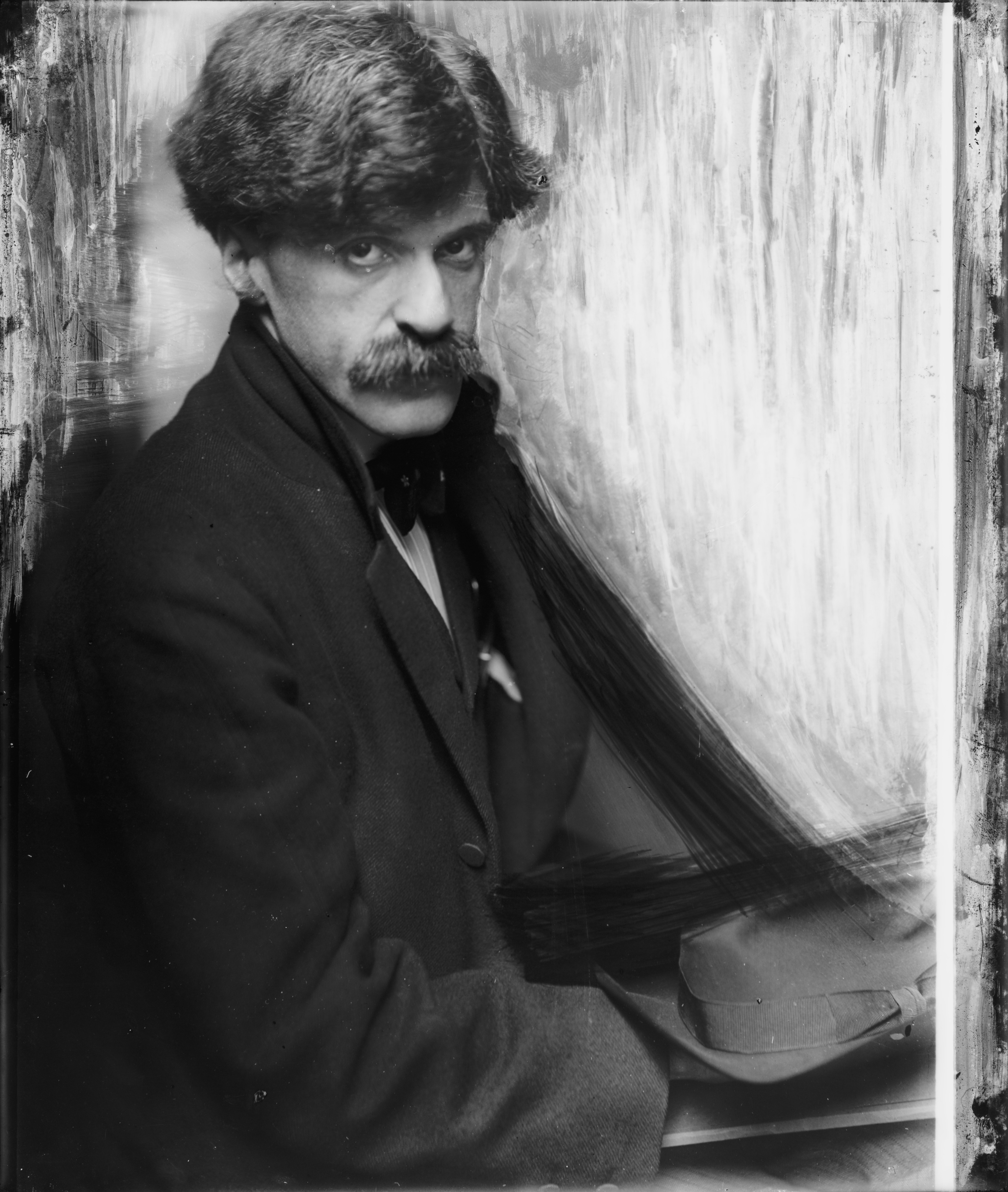
Alfred Stieglitz
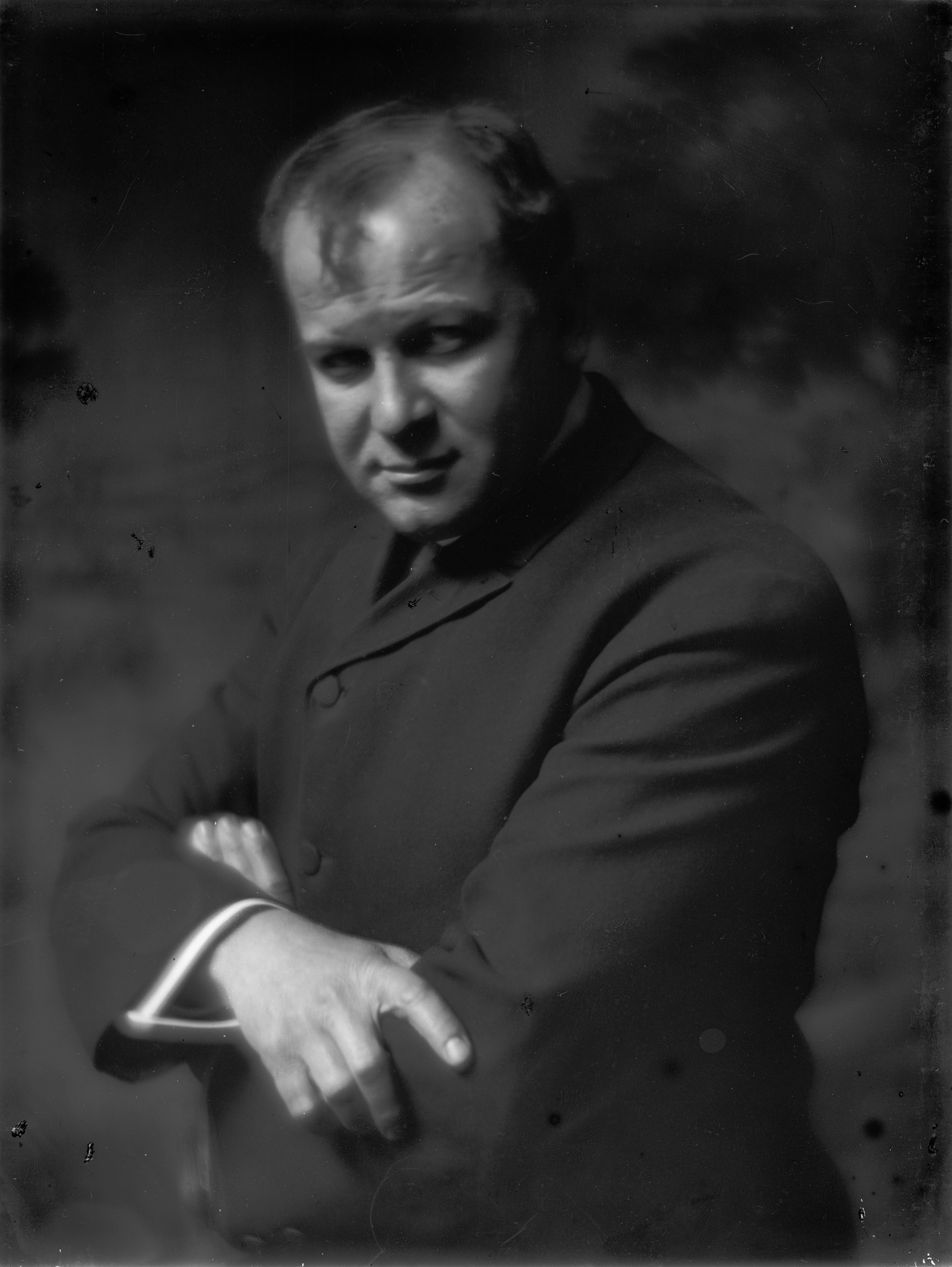
George Luks
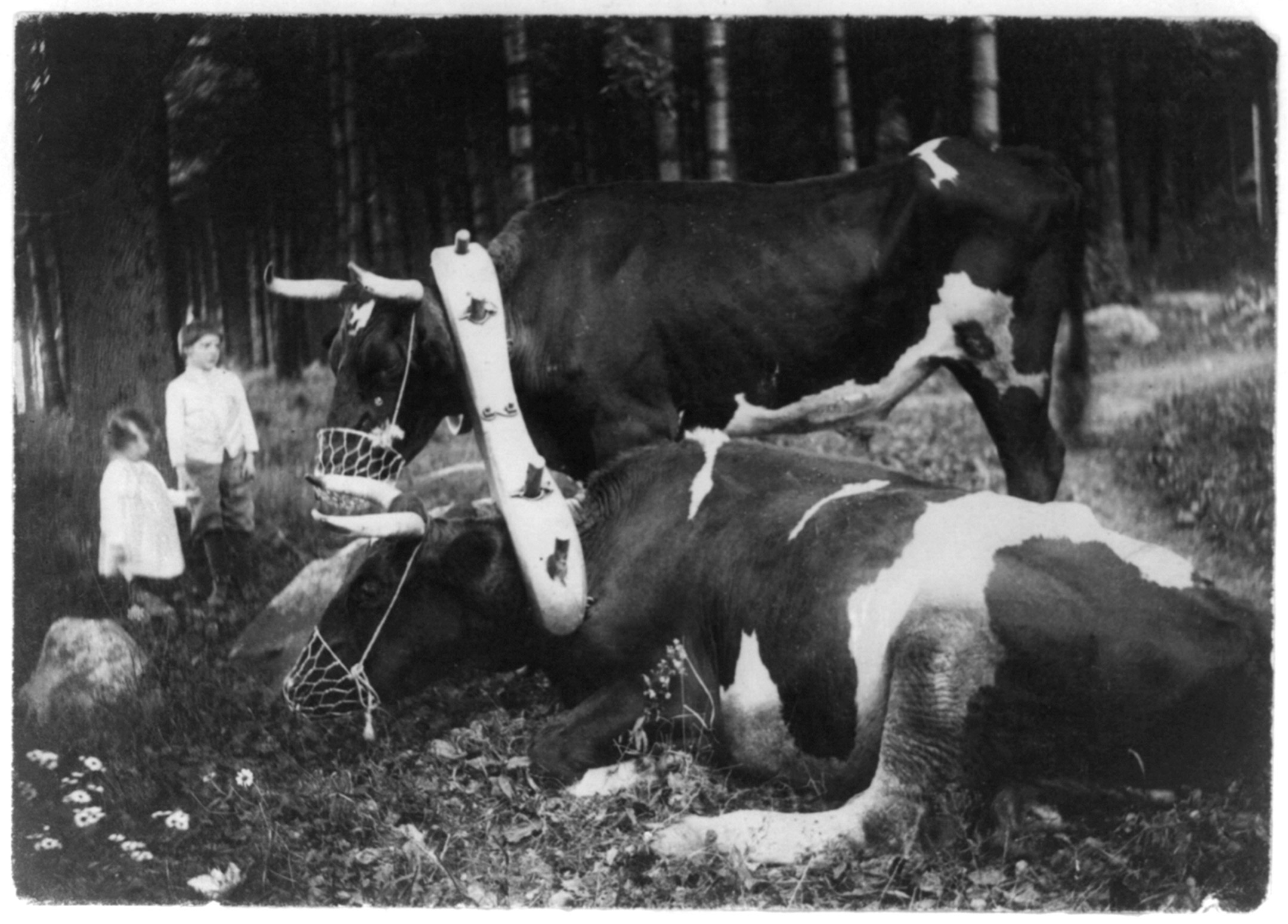
Yoked a Muzzled – zasnoubeni
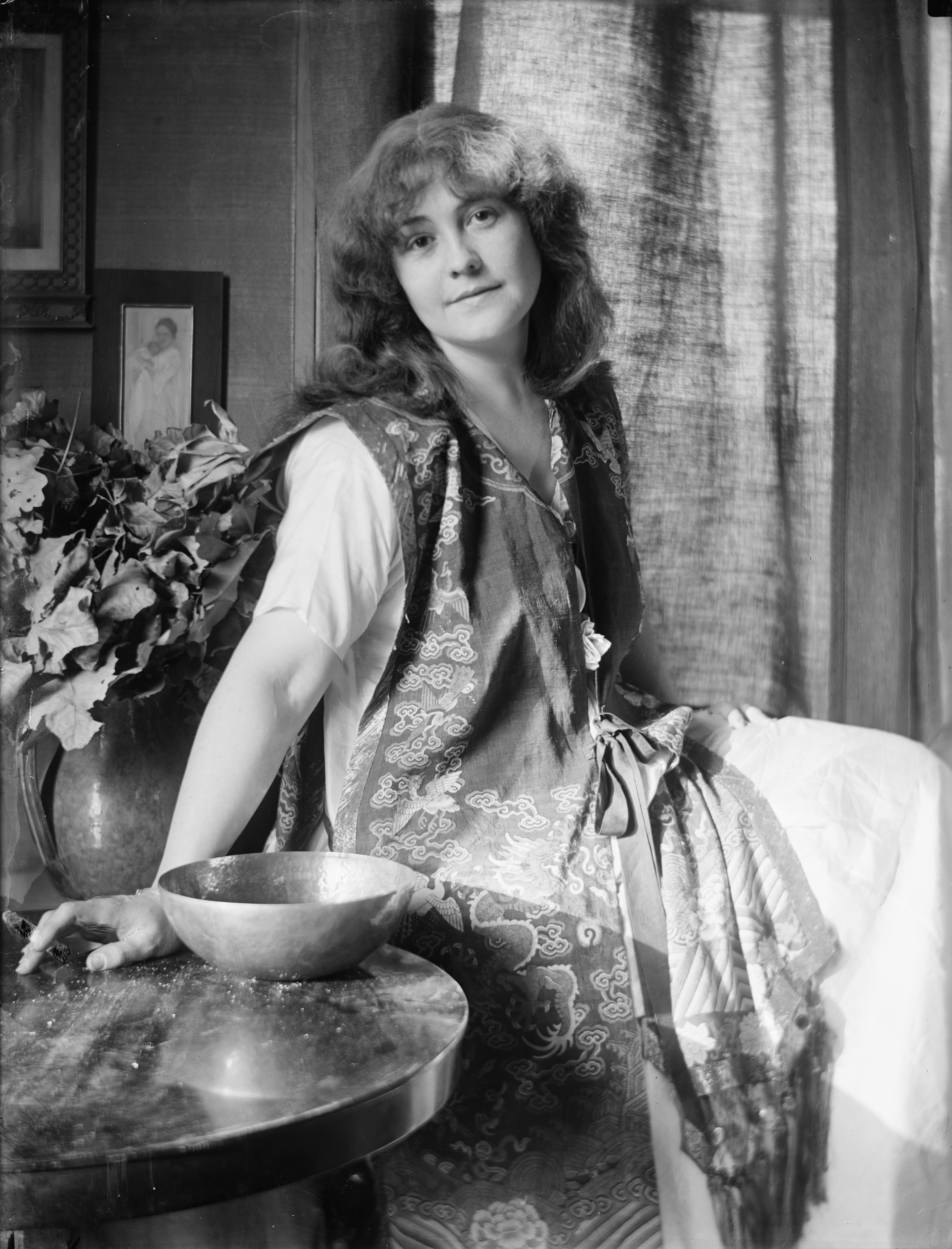
Rose O'Neill
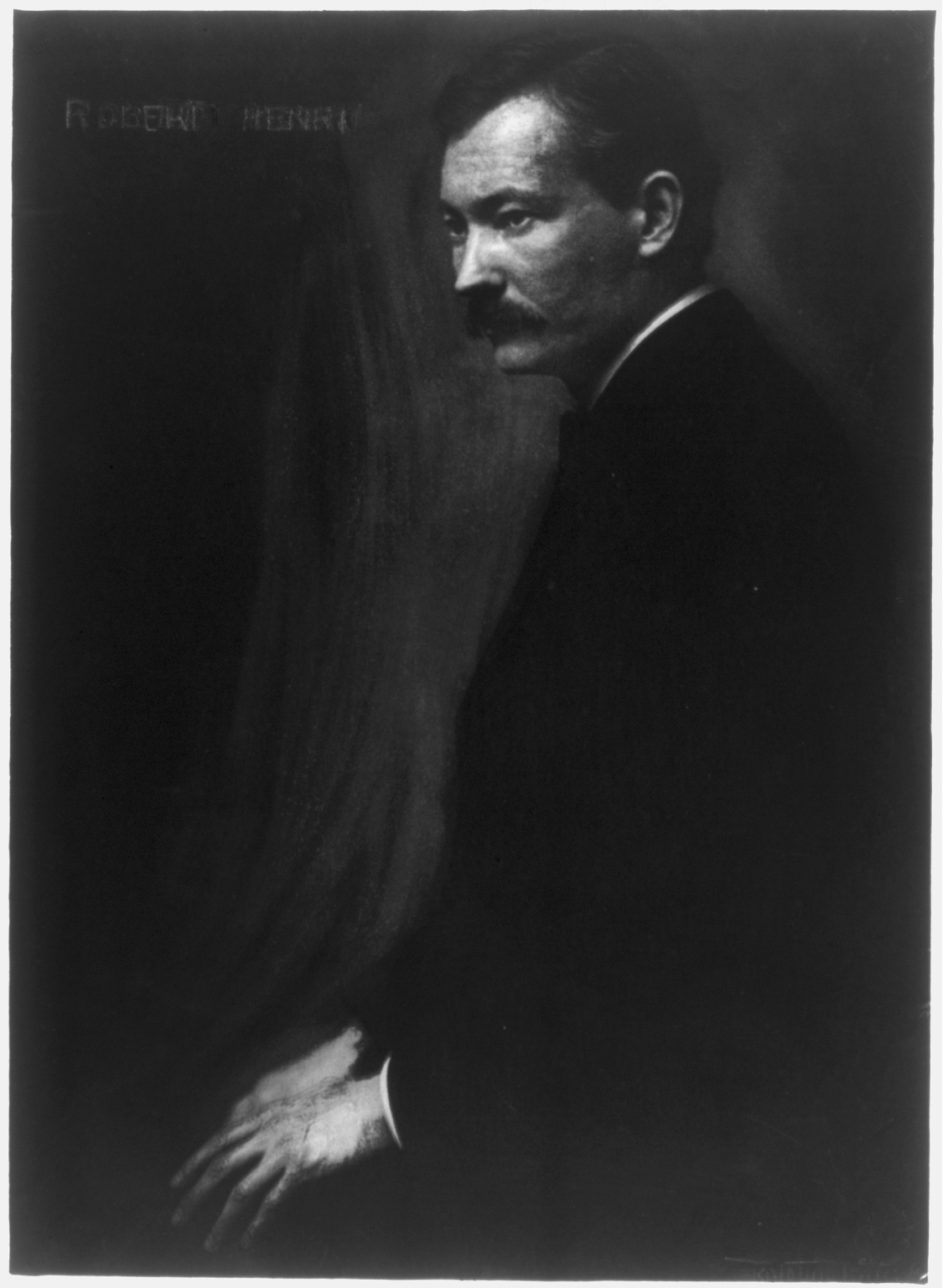
Robert Henri
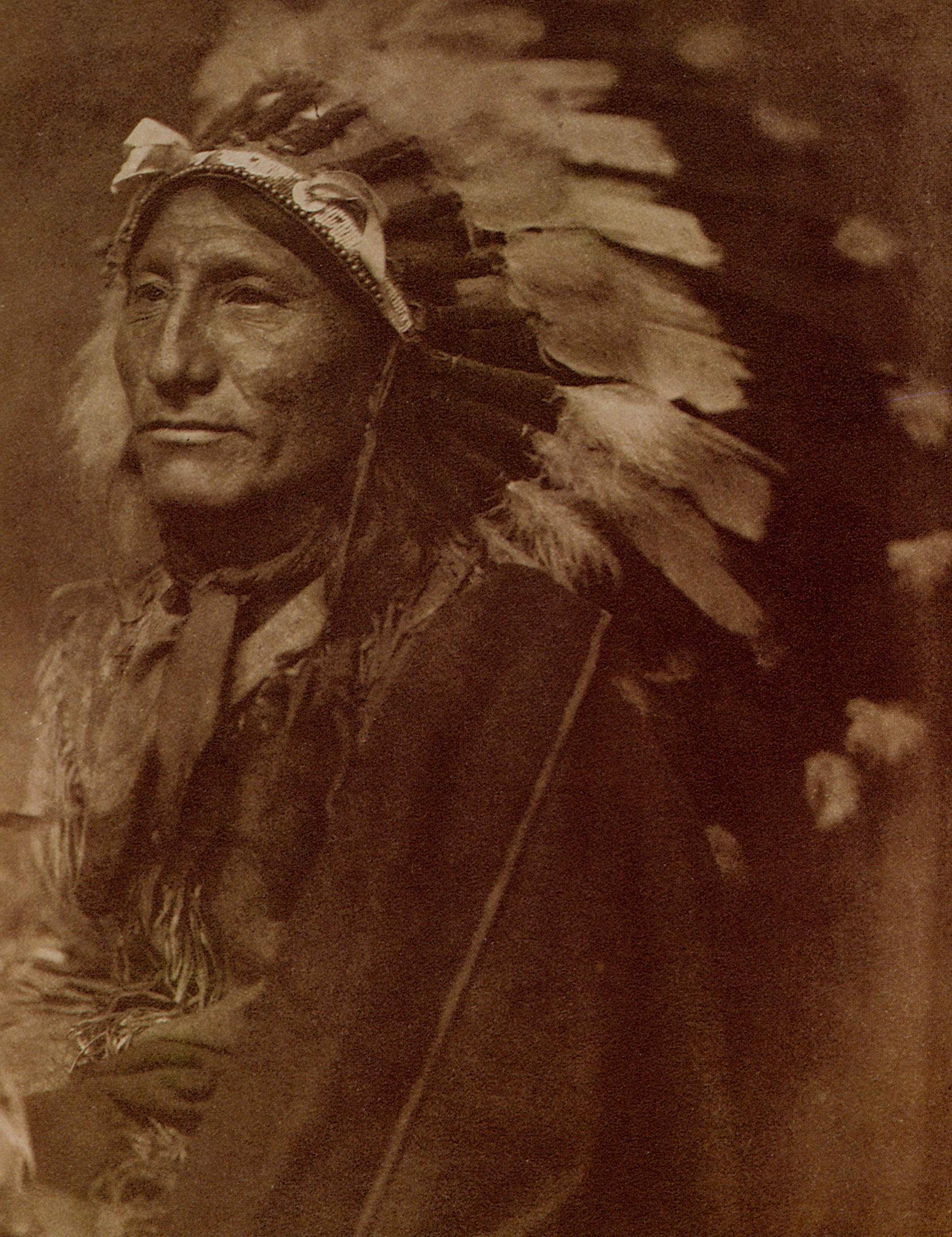
Indiánský náčelník, ~1901
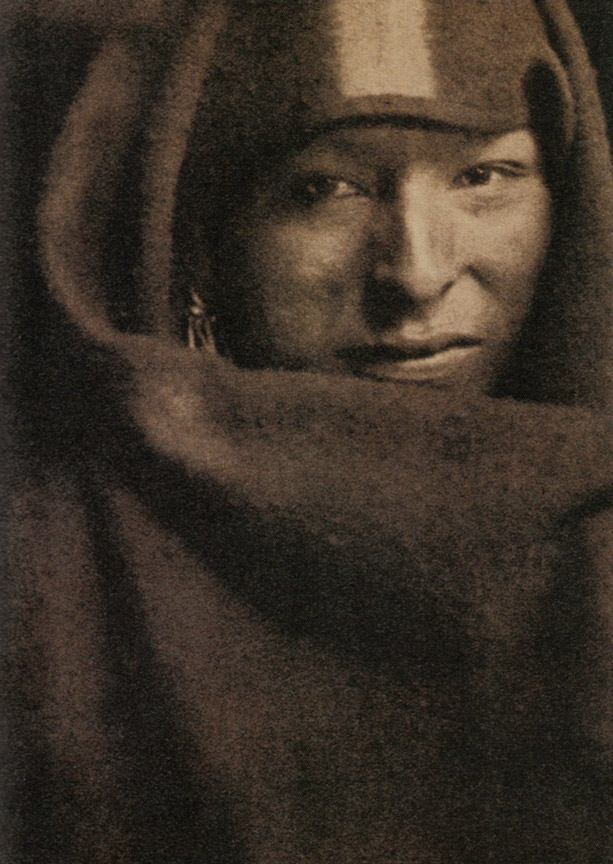
Rudý muž, 1903
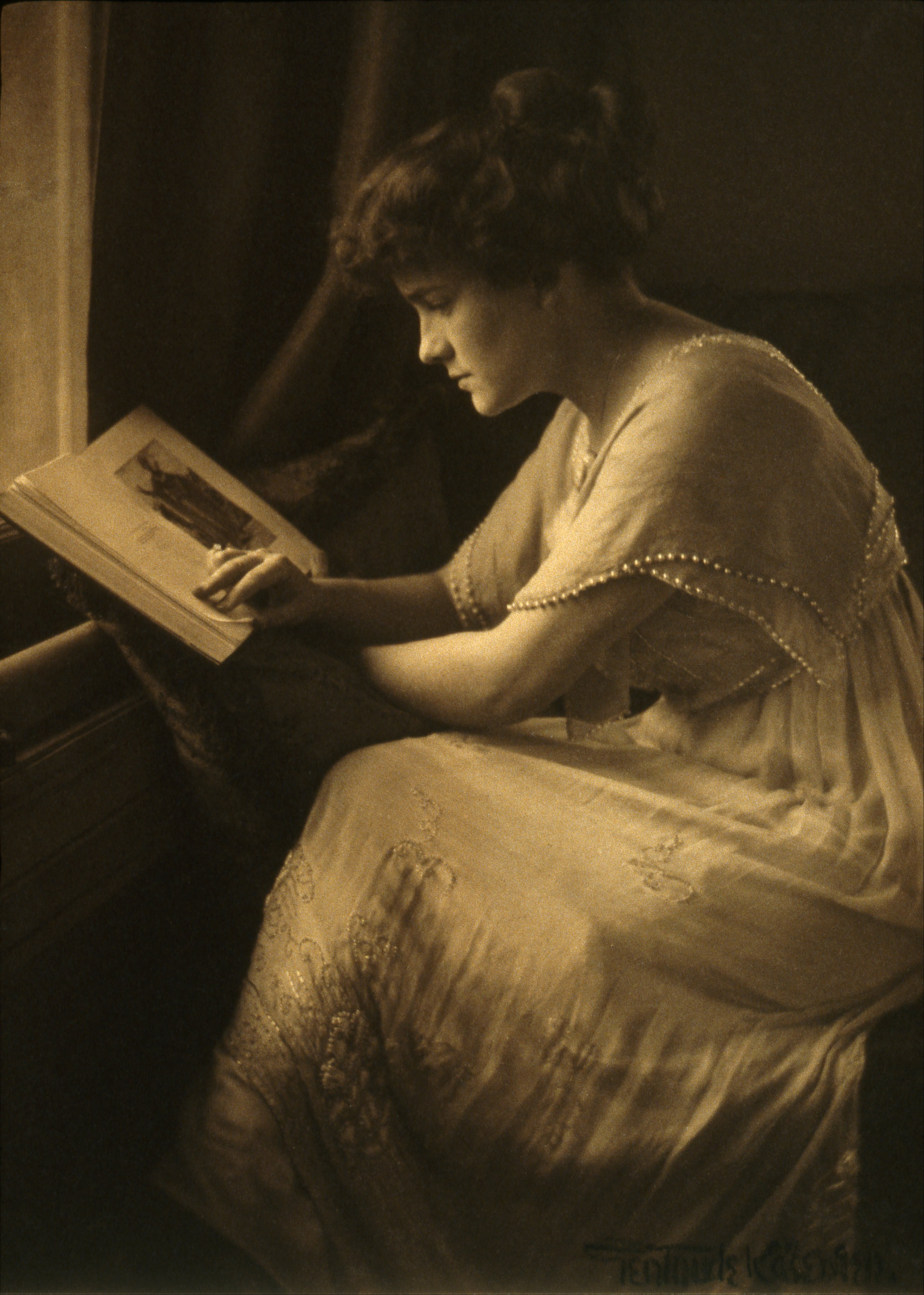
Martine McCulloch, 1910, (Google Art Project)
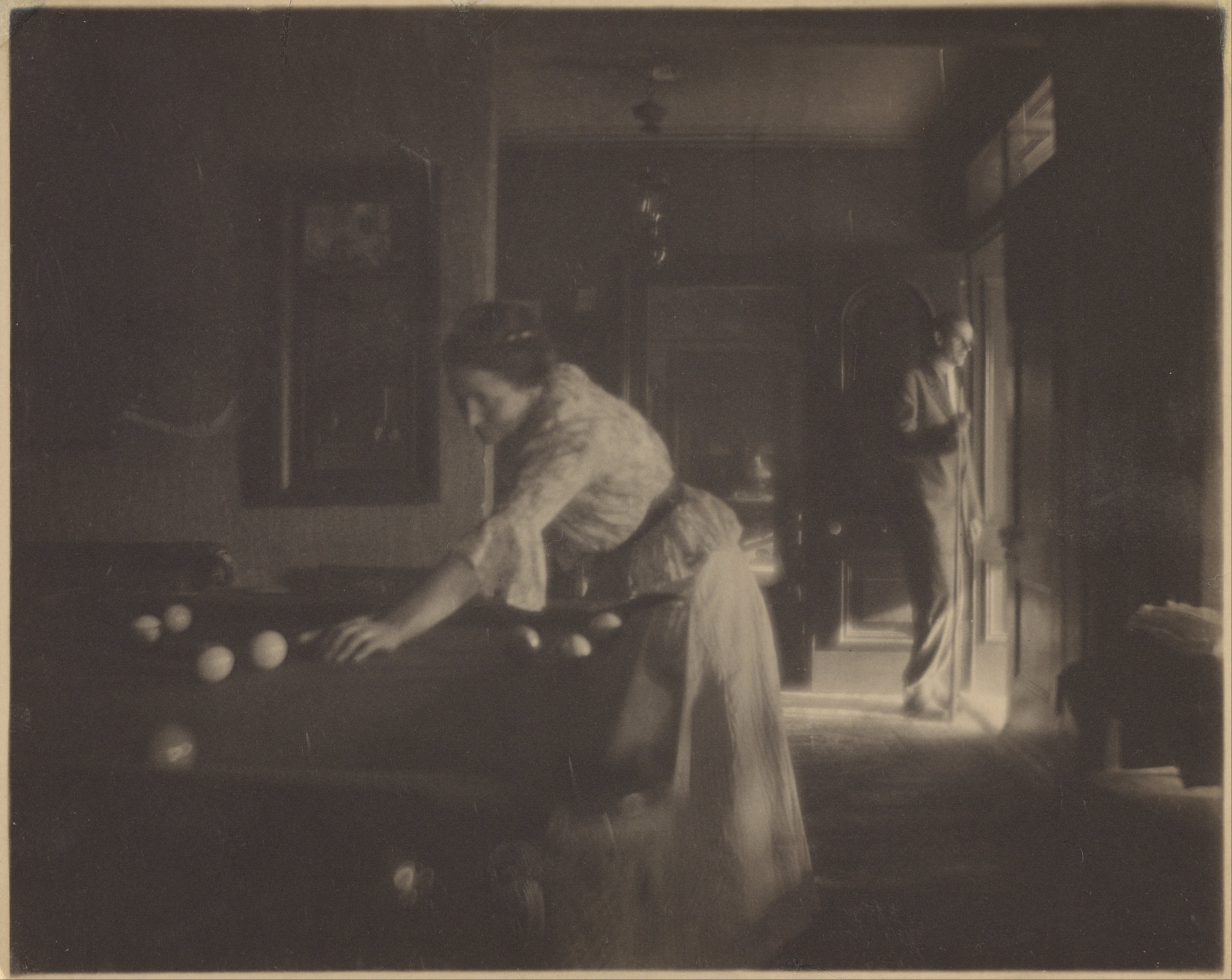
O'Malley at Billiards, asi 1909, (Google Art Project)
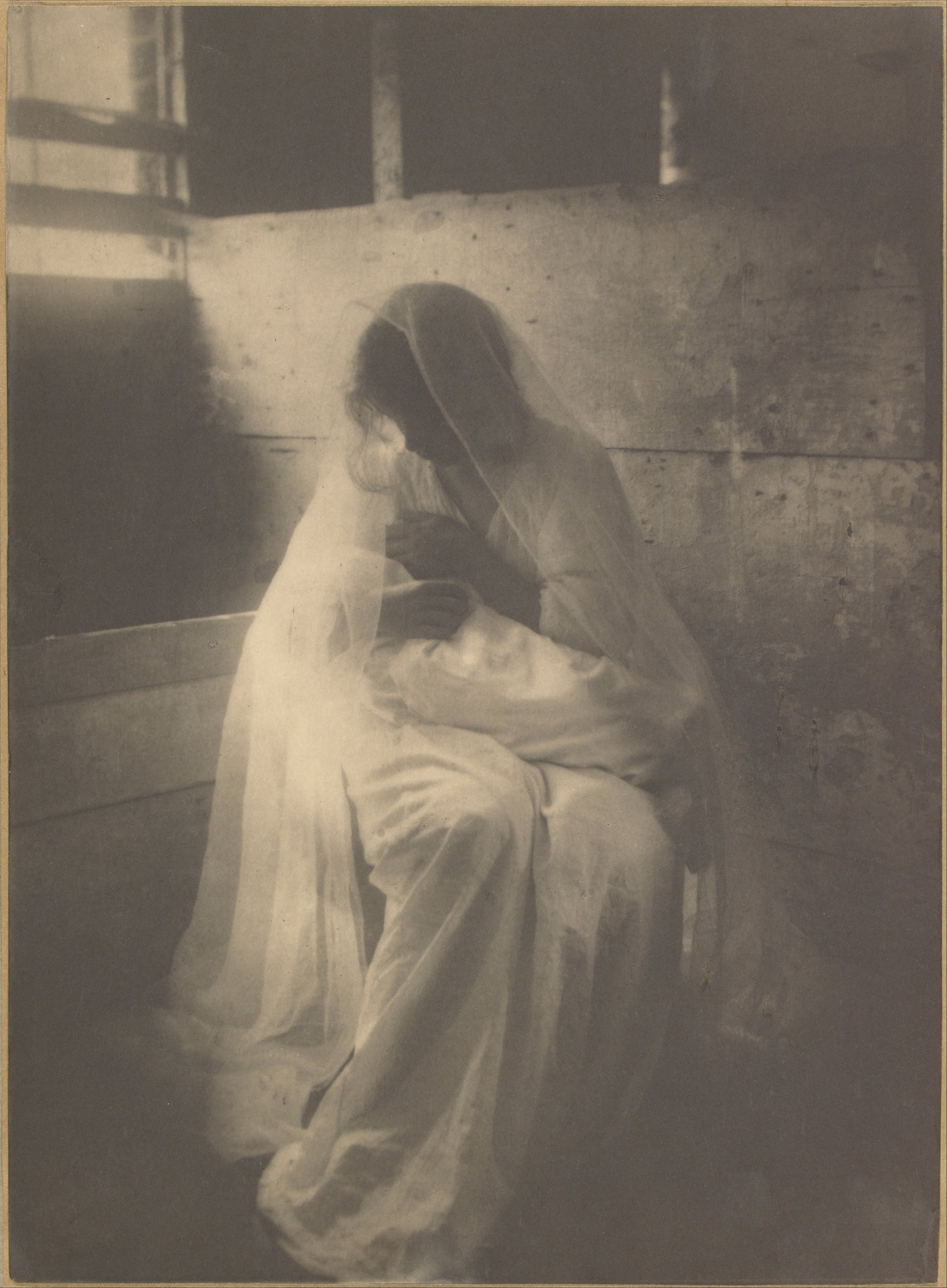
The Manger (Krmení, Ideal Motherhood, Ideální mateřství), 1899, (Google Art Project)